# Adam Gareis
Adam Gareis (* 18. Juli 1887 in Köhler/Karaulny-Bujerak, Wolga-Gebiet, Russisches Kaiserreich; † 10. September 1937 in Sandarmoch, Sowjetunion) war ein deutsch-russischer römisch-katholischer Geistlicher und Märtyrer. 

## Leben
Adam Gareis stammte aus einer wolgadeutschen Familie im Bistum Tiraspol. Er studierte Theologie am Priesterseminar Saratow und wurde 1911 zum Priester geweiht. Die Stationen seines seelsorglichen Wirkens waren unter anderen Seewald/Werchowje, Neljubisnkoje/Kustanai (Kasachstan) (1912–1925), Husaren/Jelschanka (1925–1929), Pfeiffer/Gniluschka. Am 2. Februar 1930 wurde er in Orenburg (wo er sich in geheimer Kirchenmission befand) verhaftet und am 6. Juni 1931 zu 3 Jahren Lagerhaft verurteilt. In der Verbannung in Tambow wurde er im Dezember 1934 erneut festgenommen. In Woronesch wurde er am 19. November 1935 zu 10 Jahren Lagerhaft verurteilt und in das Lager 
Medweschja Gora gebracht. Nach erneuter Festnahme am 10. August 1937 wurde er am 2. September zum Tode verurteilt und am 10. September 1937 in Sandarmoch erschossen.

## Gedenken
Die Römisch-katholische Kirche in Deutschland nahm Pfarrer Adam Gareis als Märtyrer in das deutsche Martyrologium des 20. Jahrhunderts auf.